# 343743 Kjurkchieva
343743 Kjurkchieva је астероид главног астероидног појаса чија средња удаљеност од Сунца износи 2.693 астрономских јединица (АЈ).
Апсолутна магнитуда астероида је 16.60 mag.